# Love Comes Again
Love Comes Again is een nummer van de Nederlandse dj Tiësto uit 2004, ingezongen door de Amerikaanse zanger BT. Het is de tweede single van zijn tweede studioalbum Just Be.
"Love Comes Again" werd in het Verenigd Koninkrijk een klein hitje met een 30e positie. In het Nederlandse taalgebied had het nummer het meeste succes. In de Nederlandse Top 40 haalde het de 3e positie en werd Dancesmash op Radio 538, en in de Vlaamse Ultratop 50 de 6e.